# Connor Goldson
Connor Lambert Goldson (ur. 18 grudnia 1992 w Wolverhampton) – angielski piłkarz występujący na pozycji obrońcy w Rangers.